# Vandervoort (Arkansas)
Pour les articles homonymes, voir Vandervoort.
Vandervoort est un village situé dans l’État américain de l'Arkansas, dans le comté de Polk.